# Lleyton Hewitt
Lleyton Glynn Hewitt, AM (* 24. Februar 1981 in Adelaide) ist ein ehemaliger australischer Tennisspieler. Er hielt von 2001 bis 2022 den Rekord als jüngste Nummer eins der Weltrangliste.

## Karriere
Der Australier begann seine Profi-Karriere 1998 und konnte bisher unter anderem die Grand-Slam-Titel in Wimbledon (2002) und bei den US Open (2001) sowie zweimal den Tennis Masters Cup (2001, 2002) gewinnen. Im Jahr 2004 verlor Hewitt bei allen Grand-Slam-Turnieren und beim Tennis Masters Cup (Finalteilnahme) jeweils gegen den späteren Turniersieger.
2005 schaffte er erstmals den Finaleinzug bei den Australian Open, verlor aber gegen Marat Safin. In Wimbledon und bei den US Open scheiterte er erneut gegen den Turniersieger, er verlor jeweils im Halbfinale gegen Roger Federer und setzte damit seine außergewöhnliche Serie aus dem Vorjahr fort. Er schied siebenmal hintereinander in einem Grand-Slam-Turnier gegen den späteren Turniersieger aus – ein Rekord, der bis heute besteht. 2005 musste er die French Open aufgrund eines Rippenbruches absagen, auf den Masters Cup verzichtete er wegen der bevorstehenden Geburt seines ersten Kindes.
Seit Mitte 2005 hat Hewitt vermehrt mit Knie- und Knöchelproblemen zu kämpfen. Anfang 2007 trennte er sich von seinem Trainer Roger Rasheed. Danach betreute ihn Scott Draper, die Zusammenarbeit wurde jedoch nach den Australian Open beendet. Ab August 2007 wurde er von Tony Roche, dem früheren Coach von Roger Federer, trainiert. Ab September 2009 war Nathan Healey sein Trainer, bevor Hewitt im November 2010 wieder zu Roche zurückkehrte.
2008 rutschte Hewitt erstmals seit 2001 aus den Top 50, auch weil er wegen anhaltender Hüftprobleme an einigen Turnieren nicht teilnehmen konnte. Unter anderem fehlte er bei den Hamburg Masters und den Cincinnati Masters, wo er im Jahr zuvor jeweils das Halbfinale erreicht hatte. Nach den Olympischen Spielen, wo er auch in der Doppelkonkurrenz (mit Chris Guccione) antrat, entschied sich Hewitt für eine Operation. Er beendete die Saison frühzeitig, kündigte aber sein Comeback für die Australian Open 2009 an und dass er noch mindestens zwei Jahre spielen wollte.
Anfang 2010 musste sich Hewitt einer zweiten Hüftoperation unterziehen. Er gab sein Comeback bei den French Open, wo er in der dritten Runde dem späteren Sieger Rafael Nadal unterlag. Am 13. Juni holte Hewitt in Halle seinen 28. Karrieretitel, im Finale besiegte er den fünfmaligen Champion Federer. Nach seiner Niederlage in der zweiten Runde der Australian Open 2016 beendete Hewitt, wie im Vorfeld bereits von ihm angekündigt, seine Karriere. Hewitt wurde nach seiner aktiven Karriere Davis-Cup-Captain und trat in den Saisonen 2016 und 2018 dort im Doppel für sein Land an. Darüber hinaus spielte er Doppel in Wimbledon.
Anfang 2018 kehrt Hewitt für kurze Zeit auf die Tour zurück, um mit Sam Groth, der nach den Australian Open 2018 seine Karriere beenden wollte, dort im Doppel zu spielen. Er spielte dank einer Wildcard auch in Brisbane an der Seite von Landsmann Jordan Thompson, wo sie zum Auftakt im  Match-Tie-Break verloren. Ebenfalls mit einer Wildcard traten sie 2019 in Wimbledon an.
Lleyton Hewitt wurde 2001 als jüngster Spieler Nummer 1 im professionellen Herrentennis (2022 übertroffen von Carlos Alcaraz), ferner war er der drittjüngste Tennisprofi, der ein Turnier gewinnen konnte. Ihm gelang zudem ein Turniersieg mit dem schlechtesten ATP-Ranking (550, in Adelaide) und ihm unterliefen auch die wenigsten „unforced errors“ (vermeidbare Fehler) in einem Match.
Sein Markenzeichen war die umgedreht aufgesetzte Baseballkappe, die er bei fast jedem Spiel auf diese Art trug.

## Davis Cup
Hewitt gewann mit der australischen Davis-Cup-Mannschaft in den Saisons 1999 und 2003 zweimal den Davis Cup. Mit 59 gewonnenen Partien ist er der beste Spieler der australischen Davis-Cup-Geschichte. Darüber hinaus ist er mit 43 gespielten Begegnungen Rekordspieler.

## Erfolge
| Legende (Anzahl der Siege)                           |
| Grand Slam (2)                                       |
| ATP World Tour Finals (2)                            |
| ATP Masters Series ATP World Tour Masters 1000 (2)   |
| ATP International Series Gold ATP World Tour 500 (3) |
| ATP International Series ATP World Tour 250 (21)     |
| ATP Challenger Tour (3)                              |

| Titel nach Belag |
| Hartplatz (20)   |
| Sand (2)         |
| Rasen (8)        |

### Einzel

#### Turniersiege
| Nr. | Datum              | Turnier          | Belag         | Finalgegner         | Ergebnis                |
| --- | ------------------ | ---------------- | ------------- | ------------------- | ----------------------- |
| 1.  | 5. Januar 1998     | Adelaide (1)     | Hartplatz     | Jason Stoltenberg   | 3:6, 6:3, 7:64          |
| 2.  | 3. Mai 1999        | Delray Beach     | Sand          | Xavier Malisse      | 6:4, 6:72, 6:1          |
| 3.  | 3. Januar 2000     | Adelaide (2)     | Hartplatz     | Thomas Enqvist      | 3:6, 6:3, 6:2           |
| 4.  | 10. Januar 2000    | Sydney (1)       | Hartplatz     | Jason Stoltenberg   | 6:4, 6:0                |
| 5.  | 6. März 2000       | Scottsdale (1)   | Hartplatz     | Tim Henman          | 6:4, 7:62               |
| 6.  | 12. Juni 2000      | Queen’s Club (1) | Rasen         | Pete Sampras        | 6:4, 6:4                |
| 7.  | 8. Januar 2001     | Sydney (2)       | Hartplatz     | Magnus Norman       | 6:4, 6:1                |
| 8.  | 11. Juni 2001      | Queen’s Club (2) | Rasen         | Tim Henman          | 7:63, 7:63              |
| 9.  | 18. Juni 2001      | ’s-Hertogenbosch | Rasen         | Guillermo Cañas     | 6:3, 6:4                |
| 10. | 10. September 2001 | US Open          | Hartplatz     | Pete Sampras        | 7:64, 6:1, 6:1          |
| 11. | 1. Oktober 2001    | Tokio            | Hartplatz     | Michel Kratochvil   | 6:4, 6:2                |
| 12. | 12. November 2001  | Sydney (1)       | Hartplatz (i) | Sébastien Grosjean  | 6:3, 6:3, 6:4           |
| 13. | 25. Februar 2002   | San José         | Hartplatz (i) | Andre Agassi        | 4:6, 7:66, 7:64         |
| 14. | 11. März 2002      | Indian Wells (1) | Hartplatz     | Tim Henman          | 6:1, 6:2                |
| 15. | 10. Juni 2002      | Queen’s Club (3) | Rasen         | Tim Henman          | 4:6, 6:1, 6:4           |
| 16. | 24. Juni 2002      | Wimbledon        | Rasen         | David Nalbandian    | 6:1, 6:3, 6:2           |
| 17. | 11. November 2002  | Shanghai (2)     | Hartplatz (i) | Juan Carlos Ferrero | 7:5, 7:5, 2:6, 2:6, 6:4 |
| 18. | 3. März 2003       | Scottsdale (2)   | Hartplatz     | Mark Philippoussis  | 6:4, 6:4                |
| 19. | 10. März 2003      | Indian Wells (2) | Hartplatz     | Gustavo Kuerten     | 6:1, 6:1                |
| 20. | 12. Januar 2004    | Sydney (3)       | Hartplatz     | Carlos Moyá         | 4:3 Aufgabe             |
| 21. | 16. Februar 2004   | Rotterdam        | Hartplatz (i) | Juan Carlos Ferrero | 6:71, 7:5, 6:4          |
| 22. | 16. August 2004    | Washington, D.C. | Hartplatz     | Gilles Müller       | 6:3, 6:4                |
| 23. | 23. August 2004    | Long Island      | Hartplatz     | Luis Horna          | 6:3, 6:1                |
| 24. | 10. Januar 2005    | Sydney (4)       | Hartplatz     | Ivo Minář           | 7:5, 6:0                |
| 25. | 18. Juni 2006      | Queen’s Club (4) | Rasen         | James Blake         | 6:4, 6:4                |
| 26. | 5. März 2007       | Las Vegas (3)    | Hartplatz     | Jürgen Melzer       | 6:4, 7:610              |
| 27. | 12. April 2009     | Houston          | Sand          | Wayne Odesnik       | 6:2, 7:5                |
| 28. | 13. Juni 2010      | Halle            | Rasen         | Roger Federer       | 3:6, 7:64, 6:4          |
| 29. | 5. Januar 2014     | Brisbane         | Hartplatz     | Roger Federer       | 6:1, 4:6, 6:3           |
| 30. | 13. Juli 2014      | Newport          | Rasen         | Ivo Karlović        | 6:3, 6:74, 7:63         |

#### Finalteilnahmen
| Nr. | Datum              | Turnier         | Belag         | Finalgegner         | Ergebnis                   |
| --- | ------------------ | --------------- | ------------- | ------------------- | -------------------------- |
| 1.  | 11. Januar 1999    | Adelaide        | Hartplatz     | Thomas Enqvist      | 6:4, 1:6, 2:6              |
| 2.  | 8. März 1999       | Scottsdale (1)  | Hartplatz     | Jan-Michael Gambill | 6:72, 6:4, 4:6             |
| 3.  | 25. Oktober 1999   | Lyon            | Teppich (i)   | Nicolás Lapentti    | 3:6, 2:6                   |
| 4.  | 6. November 2000   | Stuttgart       | Hartplatz (i) | Wayne Ferreira      | 6:76, 6:3, 7:65, 6:72, 2:6 |
| 5.  | 12. August 2002    | Cincinnati (2)  | Hartplatz     | Carlos Moyá         | 5:7, 6:75                  |
| 6.  | 4. November 2002   | Paris           | Teppich (i)   | Marat Safin         | 6:74, 0:6, 4:6             |
| 7.  | 4. August 2003     | Los Angeles     | Hartplatz     | Wayne Ferreira      | 3:6, 6:4, 5:7              |
| 8.  | 9. August 2004     | Cincinnati (2)  | Hartplatz     | Andre Agassi        | 3:6, 6:3, 2:6              |
| 9.  | 13. September 2004 | US Open         | Hartplatz     | Roger Federer       | 0:6, 6:73, 0:6             |
| 10. | 22. November 2004  | Houston         | Hartplatz     | Roger Federer       | 3:6, 2:6                   |
| 11. | 31. Januar 2005    | Australian Open | Hartplatz     | Marat Safin         | 6:1, 3:6, 4:6, 4:6         |
| 12. | 21. März 2005      | Indian Wells    | Hartplatz     | Roger Federer       | 2:6, 4:6, 4:6              |
| 13. | 20. Februar 2006   | San José        | Hartplatz (i) | Andy Murray         | 6:2, 1:6, 6:73             |
| 14. | 6. März 2006       | Las Vegas (2)   | Hartplatz     | James Blake         | 5:7, 6:2, 3:6              |
| 15. | 15. Juli 2012      | Newport (1)     | Rasen         | John Isner          | 6:71, 4:6                  |
| 16. | 14. Juli 2013      | Newport (2)     | Rasen         | Nicolas Mahut       | 7:5, 5:7, 3:6              |

### Doppel

#### Turniersiege
| Nr. | Datum              | Turnier      | Belag     | Partner        | Finalgegner                | Ergebnis        |
| --- | ------------------ | ------------ | --------- | -------------- | -------------------------- | --------------- |
| 1.  | 21. August 2000    | Indianapolis | Hartplatz | Sandon Stolle  | Jonas Björkman Maks Mirny  | 7:63, 4:6, 7:63 |
| 2.  | 11. September 2000 | US Open      | Hartplatz | Maks Mirny     | Ellis Ferreira Rick Leach  | 6:4, 5:7, 7:65  |
| 3.  | 13. Juli 2014      | Newport      | Rasen     | Chris Guccione | Jonathan Erlich Rajeev Ram | 7:5, 6:4        |

#### Finalteilnahmen
| Nr. | Datum            | Turnier    | Belag         | Partner            | Finalgegner                    | Ergebnis          |
| --- | ---------------- | ---------- | ------------- | ------------------ | ------------------------------ | ----------------- |
| 1.  | 9. Januar 2000   | Adelaide   | Hartplatz     | Sandon Stolle      | Todd Woodbridge Mark Woodforde | 4:6, 2:6          |
| 2.  | 16. Januar 2000  | Sydney     | Hartplatz     | Sandon Stolle      | Todd Woodbridge Marc Woodforde | 5:7, 4:6          |
| 3.  | 9. März 2003     | Scottsdale | Hartplatz     | Mark Philippoussis | James Blake Mark Merklein      | 4:6, 7:62, 6:75   |
| 4.  | 25. April 2010   | Barcelona  | Sand          | Mark Knowles       | Daniel Nestor Nenad Zimonjić   | 6:4, 3:6, [6:10]  |
| 5.  | 17. Februar 2013 | San José   | Hartplatz (i) | Marinko Matosevic  | Xavier Malisse Frank Moser     | 0:6, 7:65, [4:10] |

### Mixed

#### Finalteilnahmen
| Nr. | Datum        | Turnier   | Belag     | Partnerin     | Finalgegner                | Ergebnis  |
| --- | ------------ | --------- | --------- | ------------- | -------------------------- | --------- |
| 1.  | 8. Juli 2000 | Wimbledon | Hartplatz | Kim Clijsters | Kimberly Po Donald Johnson | 4:6, 6:73 |

### Sonstige Titel
- 1999: Davis Cup
- 2001: World Team Cup, Düsseldorf
- 2003: Davis Cup
- 2011: Koyoong Classics, Melbourne
- 2013: Koyoong Classics, Melbourne

## Statistik

### Einzel
| Turnier1                   | 2016 | 2015 | 2014  | 2013  | 2012  | 2011 | 2010  | 2009  | 2008  | 2007  | 2006  | 2005 | 2004  | 2003  | 2002  | 2001  | 2000  | 1999  | 1998 | 1997 | Gesamt  |
| -------------------------- | ---- | ---- | ----- | ----- | ----- | ---- | ----- | ----- | ----- | ----- | ----- | ---- | ----- | ----- | ----- | ----- | ----- | ----- | ---- | ---- | ------- |
| Australian Open            | 2R   | 2R   | 1R    | 1R    | AF    | 1R   | AF    | 1R    | AF    | 3R    | 2R    | F    | AF    | AF    | 1R    | 3R    | AF    | 2R    | 1R   | 1R   | 0       |
| French Open                | –    | –    | 1R    | 1R    | 1R    | –    | 3R    | 3R    | 3R    | AF    | AF    | –    | VF    | 3R    | AF    | VF    | AF    | 1R    | –    | –    | 0       |
| Wimbledon                  | –    | 1R   | 2R    | 2R    | 1R    | 2R   | AF    | VF    | AF    | AF    | VF    | HF   | VF    | 1R    | S     | AF    | 1R    | 3R    | –    | –    | 1       |
| US Open                    | –    | 2R   | 1R    | AF    | 3R    | –    | 1R    | 3R    | –     | 2R    | VF    | HF   | F     | VF    | HF    | S     | HF    | 3R    | –    | –    | 1       |
| Gewonnene Einzel-Titel     | 0    | 0    | 2     | 0     | 0     | 0    | 1     | 1     | 0     | 1     | 1     | 1    | 4     | 2     | 5     | 6     | 4     | 1     | 1    | 0    | 30      |
| Gesamt-Siege/-Niederlagen2 | 1:1  | 4:9  | 20:16 | 24:18 | 16:14 | 9:11 | 22:12 | 34:20 | 20:11 | 35:16 | 33:15 | 37:9 | 68:18 | 37:10 | 61:15 | 80:18 | 61:19 | 44:20 | 10:9 | 0:1  | 616:262 |
| Jahresendposition          | 636  | 307  | 50    | 60    | 83    | 186  | 54    | 22    | 67    | 21    | 20    | 4    | 3     | 17    | 1     | 1     | 7     | 25    | 100  | 550  | N/A     |

Zeichenerklärung: S = Turniersieg; F, HF, VF, AF = Einzug ins Finale / Halbfinale / Viertelfinale / Achtelfinale; 1R, 2R, 3R = Ausscheiden in der 1. / 2. / 3. Hauptrunde
- 1 Turnierresultat in Klammern bedeutet, dass der Spieler das Turnier noch nicht beendet hat; es zeigt seinen aktuellen Turnierstatus an. Nachdem der Spieler das Turnier beendet hat, wird die Klammer entfernt.
- 2 Stand: Karriereende

## Auszeichnungen
- 2001: ATP-Spieler des Jahres
- 2001–2003: Beliebtester Sportler Südaustraliens
- 2002: „Männlicher Sportler des Jahres“ in Australien
- 2003: „Sportler des Jahres“ der australischen Vogue
- 2003: „Junger Australier des Jahres“
- 2006: „Fairster Spieler“
- 2016: Member of the Order of Australia[4]
- 2021: Aufnahme in die International Tennis Hall of Fame[5]

## Privat
Hewitt unterstützt mehrere wohltätige Organisationen für Kinder in Australien, unter anderem die Starlight-Stiftung und McGuinisses-McDermott Krebs-Stiftung. Des Weiteren arbeitet er mit der Organisation Special Olympics zusammen, die ihre Arbeit der Förderung des Sports von geistig behinderten Menschen widmet.
Anfang Dezember 2004 trennte sich Hewitt von seiner langjährigen Freundin Kim Clijsters, die ihrerseits eine der besten Tennisspielerinnen der Welt war. Seit Juli 2005 ist er mit der australischen Schauspielerin Rebecca Cartwright verheiratet. Am 29. November 2005 wurde das erste Kind des Paares geboren, am 11. Dezember 2008 folgte ihr zweites. Das dritte Kind kam am 19. Oktober 2010 auf die Welt.